# Weingaertneria
Weingaertneria là một chi thực vật có hoa trong họ Hòa thảo (Poaceae).

## Loài
Chi Weingaertneria gồm các loài: